# Matthäikirchhof
Der Matthäikirchhof ist ein teilweise überbauter Platz in der Leipziger Innenstadt. Hier lagen die Anfänge der Siedlungsgeschichte der Stadt. Nach weitgehender Kriegszerstörung und anschließendem Flächenabriss hat dieser Ort seinen städtebaulichen Charakter durch die Errichtung eines Erweiterungsbaues der Bezirksverwaltung des Ministeriums für Staatssicherheit der DDR und der Volkspolizei in den 1980er-Jahren verloren. Mittelfristig sollen hier neben der bestehenden Gedenkstätte Museum in der „Runden Ecke“ unter anderem das Forum für Freiheit und Bürgerrechte und ein Neubau des Zentralen Archivs für die sächsischen Stasi-Unterlagen entstehen. Benannt ist der Platz nach der 1950 als Ruine abgerissenen Matthäikirche.

## Lage und Gestalt

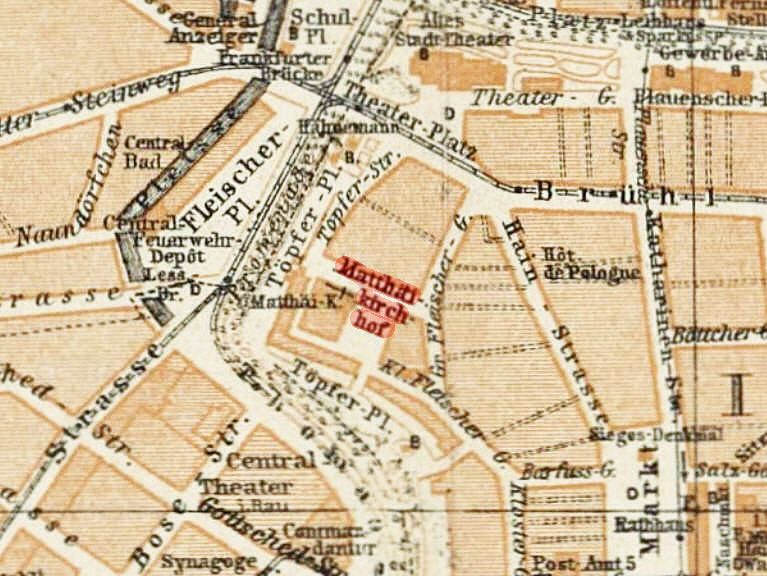
Der Matthäikirchhof, Plan von 1902

Den Namen Matthäikirchhof trägt heute nur noch eine kurze Anliegerstraße; sie ist der Rest des damaligen Kirchhofes. Ursprünglich zweigte an der nordwestlichen Ecke des Platzes die Töpferstraße ab und an der südöstlichen Ecke endete die Kleine Fleischergasse, was noch erkennbar ist. Außerdem stellten zwei Stichstraßen am Nord-Ende der Ostseite die Verbindung zur Großen Fleischergasse und am Ende der Südseite zum Dittrichring her. Den westlichen Zugang vom Promenadenring bildet die Klingertreppe mit dem Richard-Wagner-Denkmal. Geprägt war der leicht erhöhte Platz (auf dem Barfußberg) durch kleinteilige Wohnbebauung und zahlreiche handwerkliche Betriebe.

## Geschichte
Auf dem Hügel im nordwestlichen Teil der heutigen Innenstadt entstand ab dem 11. Jahrhundert eine slawische Burg als Teil einer Siedlung, der urbs Libzi. Aus der Burg entstand später ein Kloster der Franziskaner, die als Bettelorden auch „Barfüßer“ genannt wurden. Daher rührt auch noch der Name des angrenzenden Barfußgäßchens. Der spätere Platz entstand aus dem Friedhof der alten Klosterkirche. Eine östlich angrenzende Wohnbebauung ist bereits für nach 1224 belegt. Nach dem Neubau des Franziskanerklosters im 15. Jahrhundert entstanden nahezu die endgültigen Maße des Kirchhofes. 1503 wird der Platz erstmals als Barfüßerkirchhof erwähnt.
Im Jahr 1536 verfügte Herzog Georg von Sachsen, dass der am Johannishospital gelegene Friedhof der allgemeine Begräbnisplatz der Stadt werde. Somit durfte der Friedhof des Klosters nicht weiter belegt werden.
Im Zuge der Säkularisation wurde das Kloster 1539 aufgelöst und verkauft, konnte aber wegen des Widerstandes der Mönche erst 1543 geräumt werden. Daraufhin wurde 1543 der Langchor der Kirche abgerissen und das auf der östlichen Seite frei gewordene Areal wandelte sich im Laufe der Zeit zum Stadtplatz mit einem bald darauffolgenden regen Markttreiben. Auch die übrigen Klostergebäude wurden abgerissen und unter Nutzung der Steine wurden südlich der alten Kirche 18 neue Wohnhäuser errichtet, die fortan das Gesicht der Westseite des Platzes dominierten. Das leerstehende, restliche Gotteshaus wurde ab 1552 unter anderem als Lager für Blaufarben genutzt.

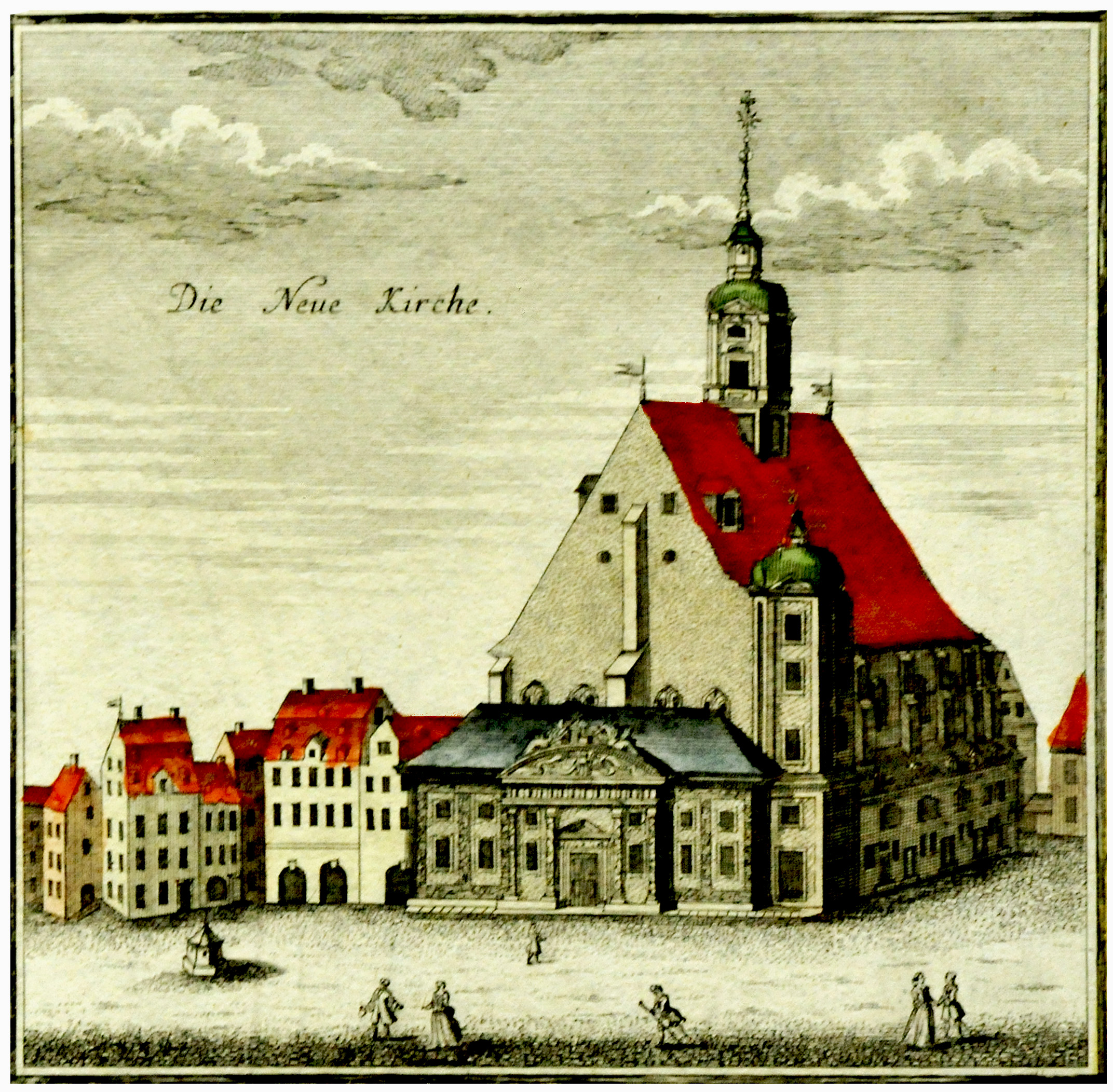
Ostseite der Kirche mit Vorplatz und Brunnen, 1749

Die Leipziger Bürgerschaft machte sich ab dem Ende des 17. Jahrhunderts für eine Wiederinbetriebnahme der zunehmend baufälligen Kirche stark. Dieser ertüchtigte und umgebaute, nun Neukirche genannte Sakralbau wurde 1699 geweiht und bekam ein geschmücktes Eingangsportal zur Platzseite hin. Im Laufe des 18. Jahrhunderts wurden zahlreiche Gebäude barock umgestaltet und außerdem um ein oder zwei Geschosse aufgestockt – der Chronist Friedrich Gottlob Leonhardi bemerkte 1799:
„Der neue Kirchhof ist ein schöner, freyer, länglich viereckiger Platz, der auf der einen Seite von der Kirche und massiven Häusern, auf den übrigen aber von größtentheils nur hölzernen Gebäuden umgeben wird. Auf demselben befindet sich ein gut gearbeiteter großer steinerner Brunnen mit der Bildsäule des Neptuns, und während den Messen haben hier die fremden Töpfer ihre Waaren feil, und die Getreidehöker ihren Verkaufsplatz.“
Dieser Neptunbrunnen wurde ohne figürlichen Schmuck nach einjähriger Bauzeit 1713 errichtet und bekam 1747 den Figurenschmuck eines Brunnens vom Neumarkt und bildete nun das Zentrum des jetzt als Neukirchhof bezeichneten Platzes. Er war für die umliegenden Häuser auch zwingend zur Wasserversorgung vonnöten, da nur ein Haus von der „Röhrenfahrt“, dem städtischen Wassernetz, versorgt wurde. Der Neptunbrunnen wurde damit zum wichtigen Treffpunkt des Viertels. Der Mathematico und Mechanico Jacob Leupold arbeitete von 1715 bis zu seinem Tod 1727 in einer Werkstatt im Götzischen Haus (später Matthäikichhof 33). Er entwickelte feinste Messinstrumente, Waagen und „Lufft-Pumpen“. Er baute auch die Heuwaage am Brühl.
Spätestens ab 1771 wohnten im Blauen Stern (Neuer Kirchhof Nr. 298) die Töchter des über 20 Jahre früher verstorbenen Thomaskantors Johann Sebastian Bach Catharina Dorothea, Johanna Carolina, Regina Susanna und Elisbeth Juliana Friederica Bach.
Sieben Jahre vor der Niederlage in Leipzig besetzte der französische General Davout am 18. Oktober 1806 die Stadt und die Neukirche wurde zum Gefangenenlager umgenutzt. Erst 1810 konnte sie wieder als Gotteshaus genutzt werden, bevor sie drei Jahre später während der Völkerschlacht bei Leipzig als Lazarett eingerichtet wurde und nach umfangreichen Schäden durch Kampfhandlungen in den letzten Stunden der Schlacht erst im Januar 1820 wieder in Betrieb genommen werden konnte.

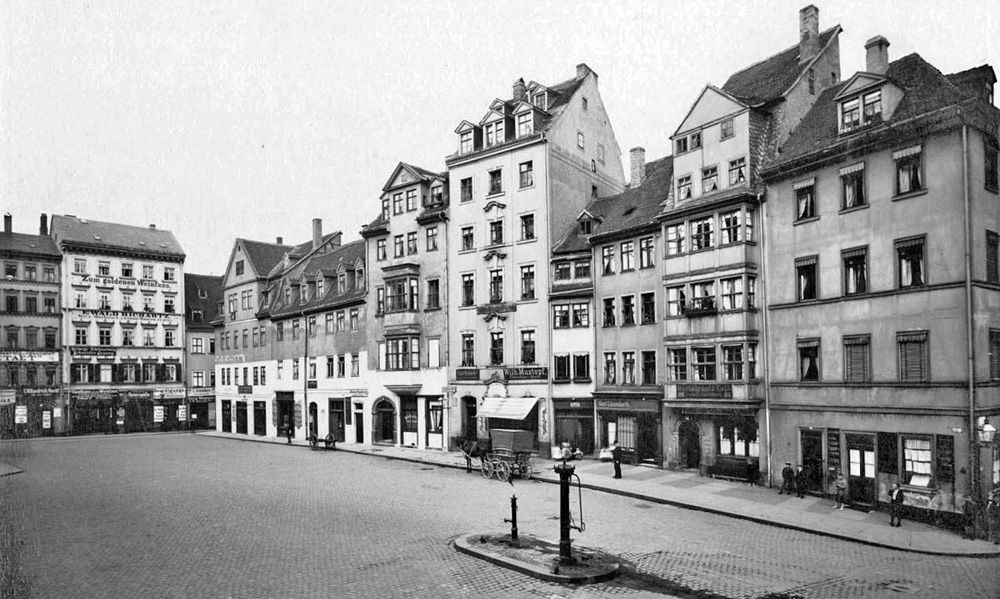
Ostseite des Platzes (vor 1900)

Am 1. Januar 1822 wurde im Gebäude Neukirchhof 266 das Logenhaus der Freimaurerloge Balduin zur Linde eröffnet, in der Personen wie Robert Blum oder Albert Lortzing Mitglieder waren. Das Logenhaus bestand noch bis 1847 am Neukirchhof. Der Kirchhof war auch Wohnort von bedeutenden Leipzigern wie Carl Friedrich Zöllner, der hier 1860 im Haus Nr. 34, dem späteren Zöllnerhaus, starb. Ein großer Trauerzug ist für den 27. September desselben Jahres dokumentiert.
Das Areal veränderte sich trotz auch der zahlreichen Umbauten und Umnutzungen der alten Klosterkirche auch im Vergleich zur restlichen Stadt kaum und behielt einen bemerkenswerten intimen Charakter, da auch das große Messegeschehen an diesem Ort vorbeiging. Das Areal des Neukirchhofes hatte ein abgeschirmtes, von großen Verkehrswegen nicht berührtes und idyllisches Sonderdasein. Auch besaß er um 1865 bis auf den Kirchenbau keine öffentlichen Gebäude, keine Apotheke und nur wenige Gasthöfe. Um diesem Umstand etwas entgegenzuwirken, beschloss die Stadt, die ab 1869 so benannte Töpferstraße bis zum Kirchhofareal zu verlängern. Dazu wurden das sogenannte Turmhaus mit der Geisterpforte und weitere Gebäude abgerissen. Die Stadt versprach sich durch die bessere Anbindung der westlichen Seite bis zum Theaterplatz, dem heutigen Richard-Wagner-Platz, eine Belebung dieses Stadtviertels, was aber nur begrenzte Wirkung zeigte.
Eine weitere Umgestaltung erfuhr der Platz, als am Ende der 1870er-Jahre beschlossen wurde, aufgrund der enormen Bevölkerungszunahme in der Stadt die Kirche erneut umzubauen und umzugestalten. Sie erhielt durch den Umbau des Architekten Oscar Mothes unter anderem an der Ostseite einen kurzen polygonalen Chor, der etwa 8 Meter in den Platz hineinragte, und einen veränderten neogotischen Eingangsbereich. Am 19. September 1879 erhielt der Bau nach dem Apostel Matthäus den Namen Matthäikirche. Der Neukirchhof wurde erst Ende 1894 in Matthäikirchhof umbenannt.
Die Leipziger Immobiliengesellschaft „Pro Patria“ plante eine grundlegende und radikale Umgestaltung des Bereiches um den Matthäikirchhof. Diese „Modernisierung“ sah neben einem großen Zentralplatz zwischen dem Matthäikirchhof und der Großen Fleischergasse sechs sternförmig davon abgehende, etwa 20 Meter breite Achsen vor. Wäre dieses Vorhaben durchgesetzt worden, wäre ein beträchtlicher Teil der ältesten und wertvollsten Bausubstanz der Stadt wie Barthels Hof, der Große Blumenberg, Webers Hof, die Matthäikirche oder der Kaffeebaum abgetragen worden. Die Radikalität des Projektes zeigte sich unter anderem in dem Plan, den Barfußberg vollständig einzuebnen. Interventionen gegen das Projekt gab es aus dem Leipziger Rat oder der Bürgerschaft zunächst kaum – erst als am 15. Mai 1897 das in Berlin erscheinende Centralblatt der Bauverwaltung das Vorhaben verurteilte, wuchs die innerstädtische Kritik.
„An Stelle ihres malrischsten, interessantesten alten Viertels würde die Stadt Leipzig mit einer Anlage von abschreckender Häßlichkeit beschenkt werden. Sechs öde, langweilig-geradlinige, nahezu gleichbreite Straßen zerstückeln in dem Plane das Gelände. [...] Alle die werthvollen Vorzüge des alten Stadttheils [...] würde[n] dahingeopfert werden einem fragwürdigen, lediglich auf materiellen Gewinn abzielenden Unternehmen.“
Der Stadtrat stimmte dem Projekt daraufhin nicht zu. Das bedeutete aber nicht, dass die Entscheidungsträger der Stadt die kulturelle Bedeutung ihrer alten Bauten vollends erkannten, wie sich an baukulturellen Verlusten in anderen Teilen der Stadt wie der alten Thomasschule, dem Römischen Haus oder dem Geburtshaus Richard Wagners zeigte.
Die stadtweite Abrisspolitik ging unvermindert weiter. So wurden von 1904 bis 1911 elf Häuser an der Westseite des Kirchhofes und 15 Häuser entlang der Kleinen Fleischergasse zugunsten von verschiedenen Großkomplexen wie Wünschmanns Hof oder dem Lipsia-Haus abgerissen. Für 1910 gab es von Georg Wünschmann nicht ausgeführte Neubaupläne für das große Eckgrundstück zwischen dem Matthäikirchhof und der Großen Fleischergasse.
Durch die Umbaumaßnahmen am Promenadenring zeigte sich eine weitere Abschirmung des Areals und es blieb weiterhin vom hauptsächlichen Messe- und Geschäftsgeschehen in der Stadt isoliert. Eine Kuriosität zeigte sich in der hohen Anzahl an Bestattungsunternehmen – in den 1920er-Jahren sind acht solcher Unternehmungen verzeichnet.
Weitere Pläne auch im Zuge des Konzeptes der Ring-City von Stadtbaurat Hubert Ritter wurden nicht ausgeführt. Sie sahen ein Turmhaus, eine Öffnung der Westseite und unter anderem ein freies Blickfeld auf die Kirche vor. Auch Wünschmanns Hof sollte nach Ideen von Georg Wünschmann durch ein 59 Meter hohes Gebäude mit „Lichtreklame“ ersetzt werden. Dazu kam es nicht.
In der Zeit des Nationalsozialismus sollten „Elendsquartiere“ wie das Areal um die Matthäikirche und das Naundörfchen abgerissen und damit der Bereich „sozial bereinigt“ werden. Vorgesehen war ein repräsentativer Verwaltungsbau im Stil der nationalsozialistischen Architektur, der die gesamte Nordseite und den Großen Blumenberg einnehmen sollte. Auch bei einer vorgesehenen Erweiterung der Feuerversicherung standen die Wohnhäuser auf der Westseite zur Disposition. Durch den Ausbruch des Zweiten Weltkrieges kamen jene Pläne aber nicht mehr zur Ausführung.

Das Quartier um den Kirchhof war auch ein Ort regen jüdischen Lebens. Ende der 1930er-Jahre wurde aber das Goldene Herz in der Großen Fleischergasse 28 zum „Judenhaus“, in dem zahlreiche jüdische Familien zwangsweise sehr eng zusammen wohnen mussten. Ab dem 21. Januar 1942 wurden mehr als zwei Dutzend Menschen in Konzentrationslager deportiert. Der Profiteur der vorangegangenen Enteignung und Ausbeutung der Jüdinnen und Juden war das Auktionshaus Klemm, das von 1938 bis 1944 jüdischen Besitz im Wert von über 2,2 Millionen Reichsmark versteigerte. Hans und Karl Klemm wurden 1948 bei einem Strafprozess in Dresden zu zweieinhalb bzw. zwei Jahren Haft, einer zehnjährigen Berufsbeschränkung und einem Einzug des Vermögens verurteilt. Das Gebäude des Auktionshauses in der Großen Fleischergasse steht noch heute.
Der Matthäikirchhof wurde in den Morgenstunden des 4. Dezember 1943 bei einem Luftangriff der Royal Air Force nahezu vollständig zerstört. Trotz der unmittelbaren Nähe zur Hauptfeuerwache konnten die anhaltenden Brände nicht gelöscht werden, da ein Großteil der Einheiten nach Berlin beordert worden war und die Wasseranschlüsse der deshalb gerufenen auswärtigen Wehren nicht passten. Noch Tage später gab es vereinzelte Feuer. Beispielsweise brannte noch am 6. Dezember das Geschäft des Pianoherstellers Grotrian-Steinweg in Wünschmanns Hof ab. Die Matthäigemeinde hoffte vor Kriegsende noch auf einen Wiederaufbau des Gotteshauses, jedoch wurde am 1. August 1948 der letzte Gottesdienst gefeiert und die Ruine zwei Jahre später vom 27. November bis zum 20. Dezember 1950 gesprengt. Ein Neubau auch an anderer Stelle wurde verworfen.

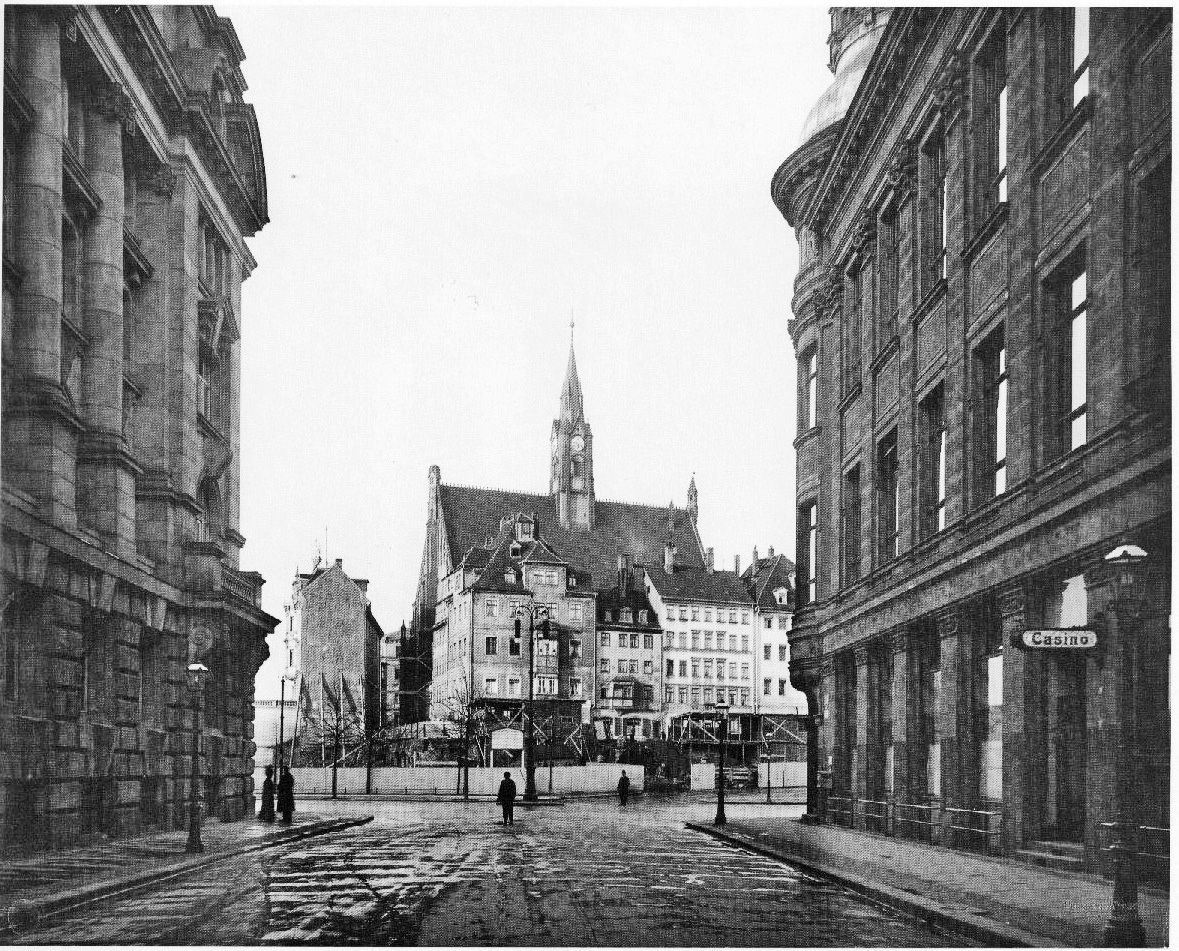
Blick aus der Bosestraße vor dem Bau der „Runden Ecke“, 1905
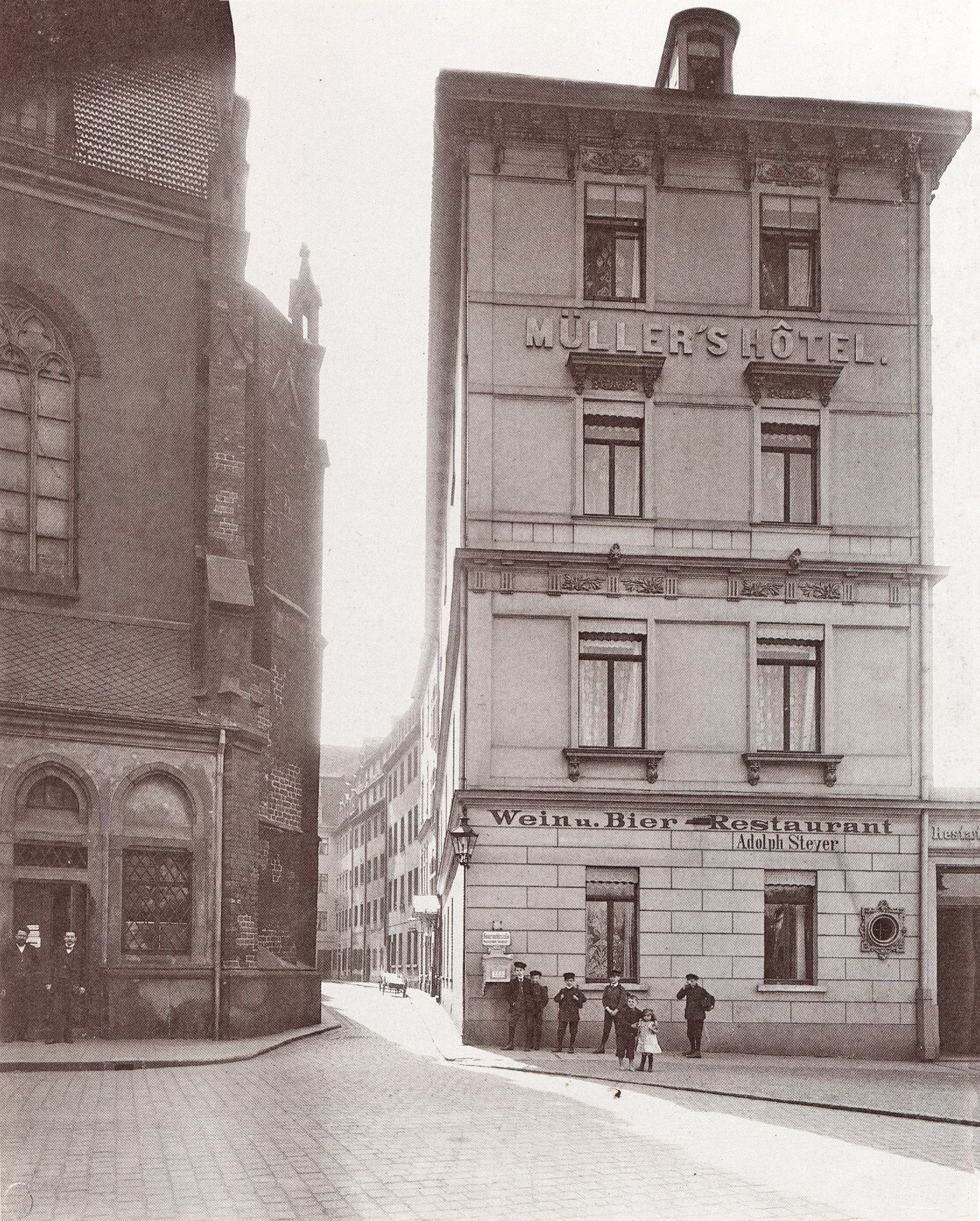
Gasse entlang der Westseite der Kirche, 1909
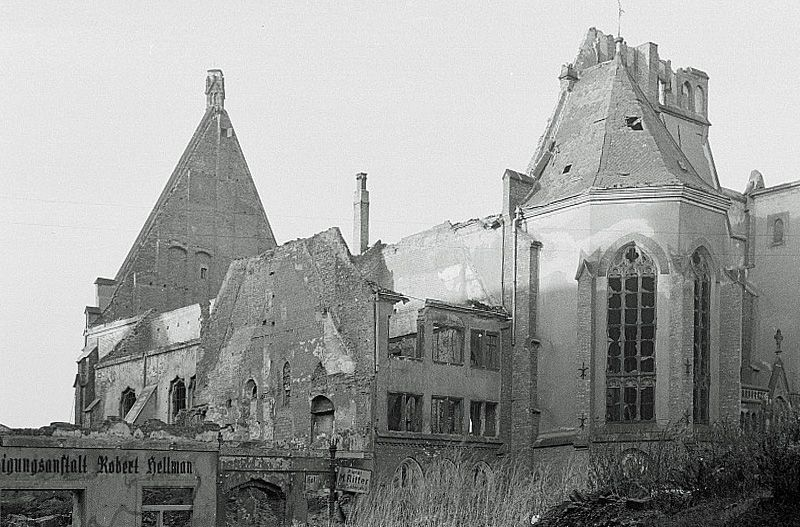
Ruine der Matthäikirche (1948)
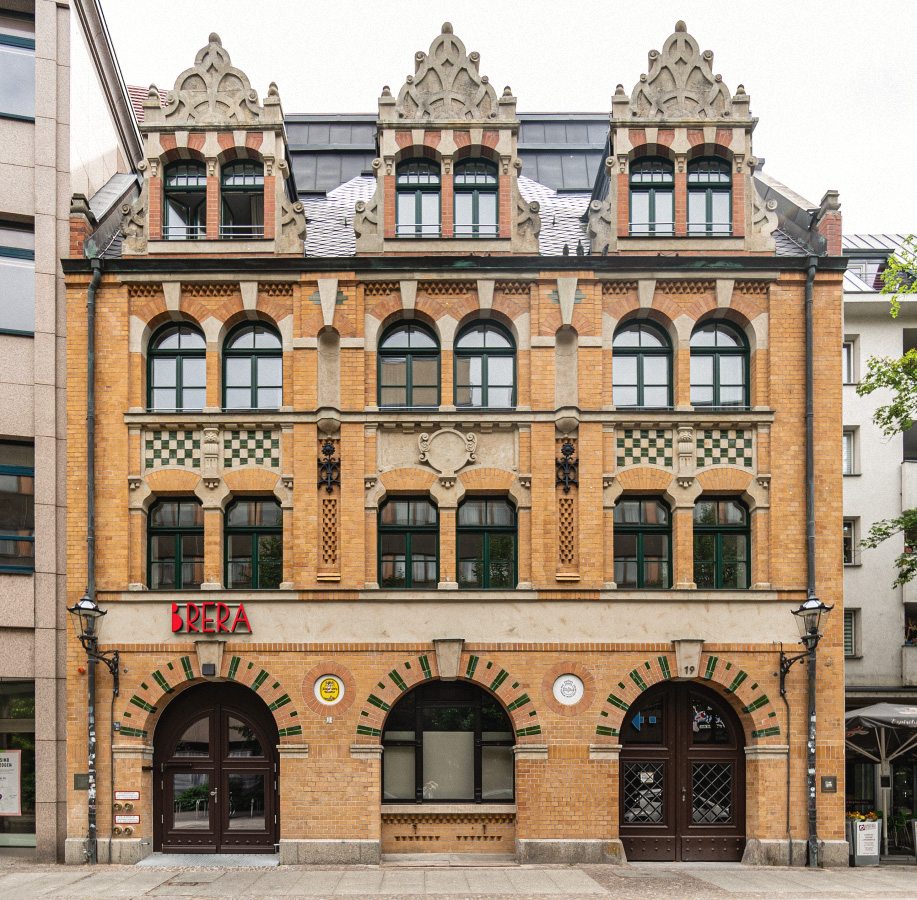
Das ehem. Auktionshaus Klemm, Große Fleischergasse 19, im Jahr 2020

Der Kunsthistoriker und Archäologe Herbert Küas führte von 1949 bis 1956 umfangreiche Grabungen auf dem Gelände durch.
Bereits kurz nach Kriegsende gab es zahlreiche Planungen für die Neugestaltung des Areals. Zunächst waren an dieser Stelle Neubauten öffentlicher Gebäude und ein Theaterhausneubau für das zerstörte Alte Theater vorgesehen. Später sollte auch ein Neubau für das 1968 abgerissene Zweite Gewandhaus an dieser Stelle entstehen. Die Defizite des Entwurfes und die Entscheidung für einen Neubau am Karl-Marx-Platz ließen den trümmerberäumten Stadtraum weiter brach liegen. Sämtliche Entwürfe nahmen keinerlei Bezug auf die historische Straßenstruktur. Die erste partielle Bebauung erfolgte 1957 in Form des Saal-Anbaus an die „Runde Ecke“ als erster Erweiterungsbau der Leipziger Stasi-Zentrale, der teilweise die Fläche der alten Kirche einnimmt. In dem Haus gab es einen Kinosaal und eine Kegelbahn für die Mitarbeiter der Staatssicherheit. Seit 2000 wird das unter Denkmalschutz stehende Gebäude durch die Gedenkstätte Museum in der „Runden Ecke“ und das Schulmuseum genutzt.

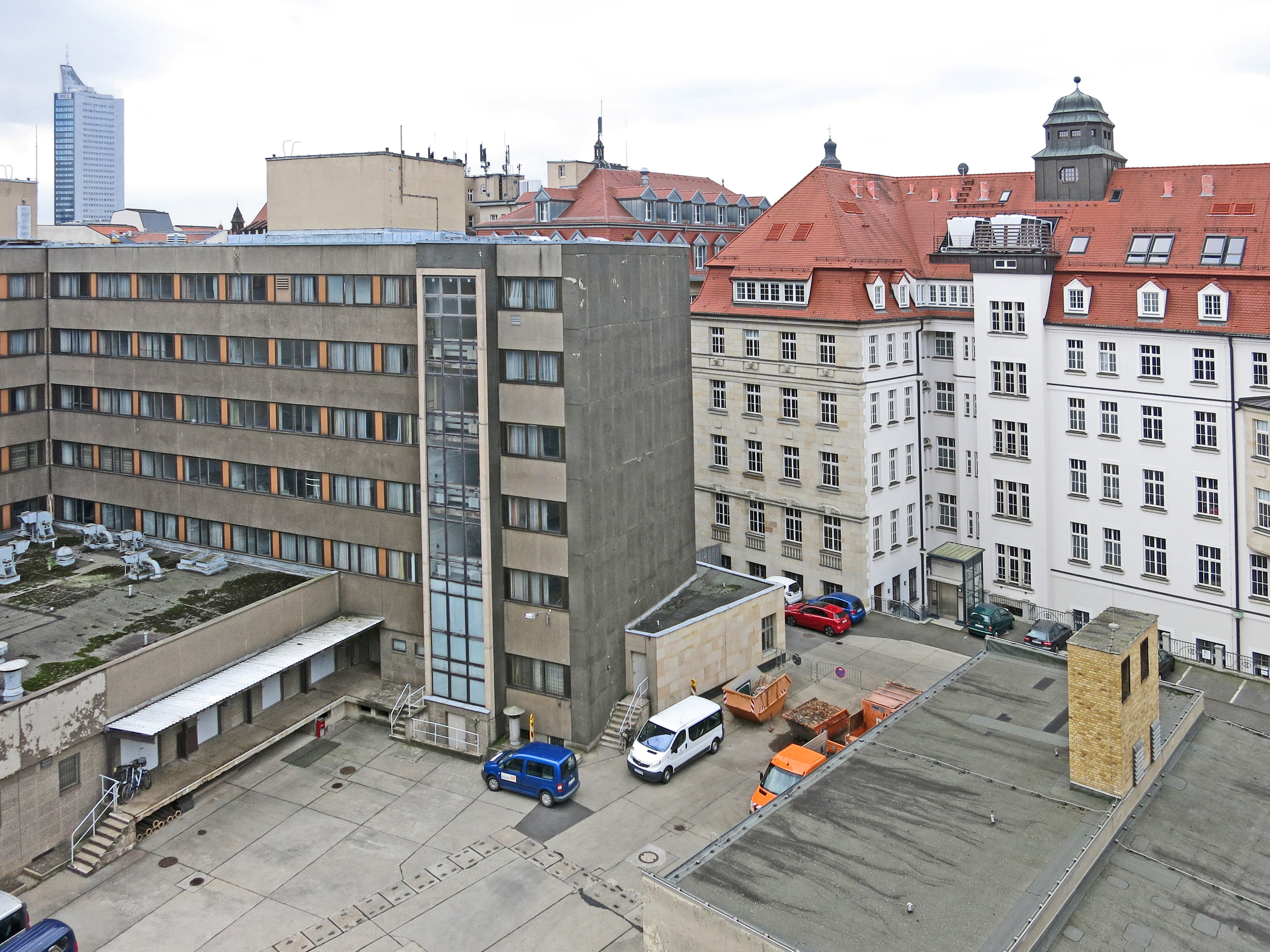
Südöstliche Ecke mit einem Teil der „Runden Ecke“ 2016

Am 2. November 1979 war schließlich die erste Grundsteinlegung für einen Erweiterungsbau der Bezirkszentrale der Staatssicherheit der DDR und die Volkspolizei, die seit 1950 in der „Runden Ecke“ beheimatet waren. Am 25. Januar 1980 war die Grundsteinlegung einer raumgreifenden Umwinklung aus vier Betonriegeln, einem vier- bis siebengeschossigen Stütze-Riegel-Konstrukt des Vereinheitlichten Geschossbaus (VGB). Der schlichte und keinen Bezug auf den historischen Ort nehmende Industriebautyp wurde am 19. September 1985 übergeben. Das Bauwerk wirkt sehr abgeschirmt, gegen die Innenstadt gerichtet – zumal die Erdgeschosszone komplett fensterlos ist. Der Innenhof wurde bewacht und war nicht öffentlich zugänglich. Es entstand im Volksmund die Bezeichnung Ohrenburg. Der Architekturkritiker Arnold Bartetzky bezeichnete den Komplex als „festungsartig abgeschirmtes Reich“. Der gesamte Komplex wurde am 4. Dezember 1989 während der Montagsdemonstration friedlich besetzt und vom Leipziger Bürgerkomitee die Sicherung der Stasi-Akten sowie die Auflösung der Leipziger Stasi-Zentrale durchgesetzt. Noch vor der Wiedervereinigung wurde das Arbeitsamt in dem Gebäude eingerichtet.

### Situation heute

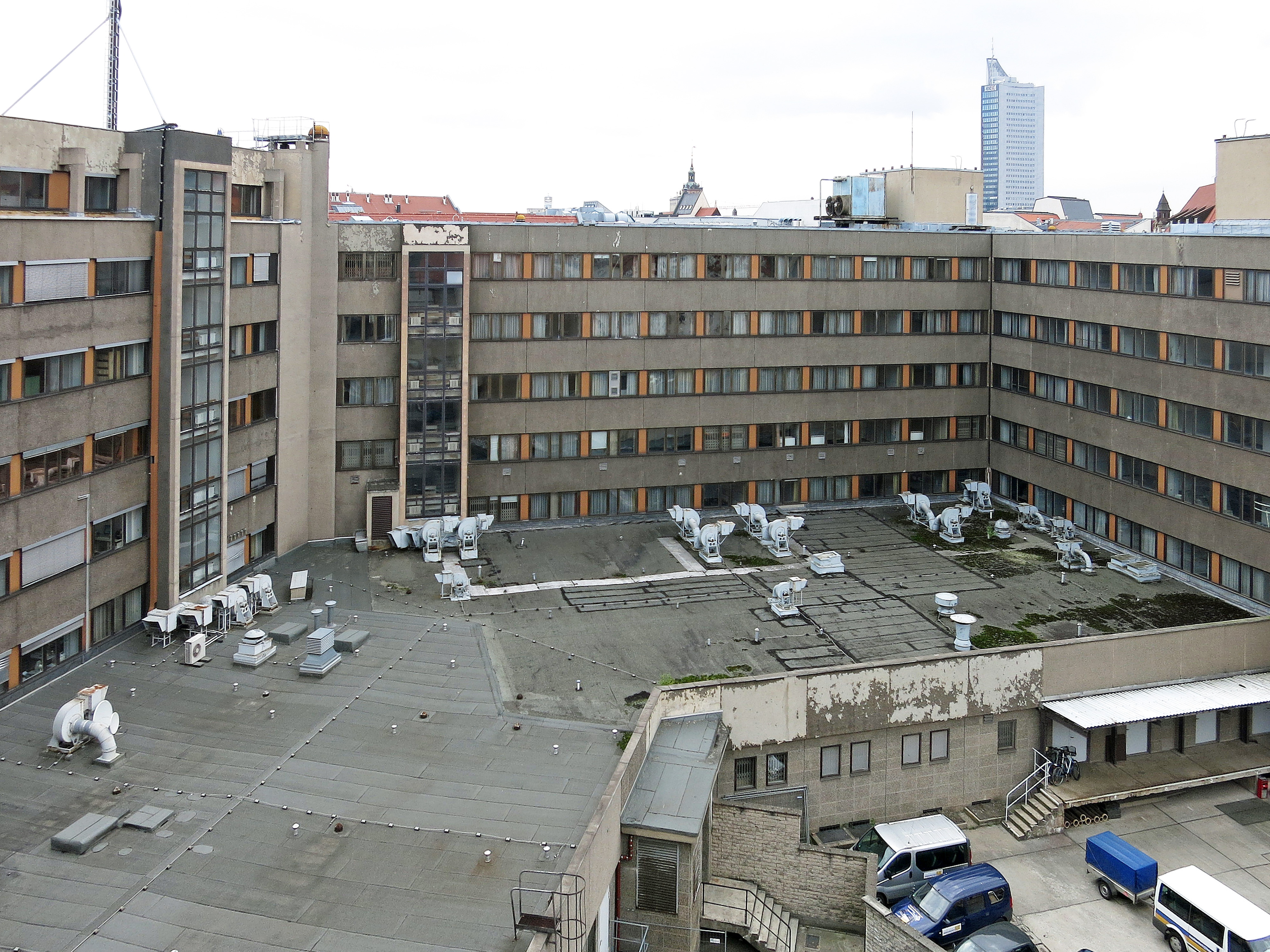
Blick auf die Ostseite des alten Kirchhofes, 2016

Der Matthäikirchhof zeigt sich heute als überbauter und von der Innenstadt und dem Ring abgeschirmter Raum. Der von der Volkspolizei genutzte Teil des dominierenden Erweiterungsbaus steht seit Jahren leer und ist unter anderem durch Regenwasserschäden stark sanierungsbedürftig. Der von der Bezirksverwaltung für Staatssicherheit genutzte Gebäudeteil wird heute von städtischen Ämtern und anderen Akteuren genutzt. In diesem Gebäudeteil sind noch bedeutende historische Räume erhalten, wie das Büro des letzten Leipziger Stasi-Chefs Manfred Hummitzsch, der Wartebereich der Stasi-eigenen Poliklinik oder die verbunkerten Schutzräume im 2. Kellergeschoss. Nach Prüfung eines von der Stadt in Auftrag gegebenen bauhistorischen Gutachtens zu dem Neubau entschied das sächsische Landesamt für Denkmalpflege im Frühjahr 2022, dass kein Denkmalstatus vorliege. Die Abrisskosten für die Gebäude würden etwa 2,1 Millionen Euro betragen. Ein von vielen Seiten geforderter Abbruch würde den notwendigen Raum für eine neue gemischte Nutzung schaffen. Ein Teilerhalt von einzelner Kunst am Bau wurde in der Bürgerbeteiligung befürwortet. Von Seiten des Leipziger Oberbürgermeisters Burkhard Jung ist auch die Ansiedlung eines noch unbekannten Konzerns ins Gespräch gekommen.
Seit Dezember 1998 steht das Matthäikirchdenkmal des Leipziger Künstlers Matthias Klemm in der Nähe des Standortes der ehemaligen Kirche.

## Zukunft des Areals
Es ist geplant, auf dem Areal zu einem Drittel ein Forum für Freiheit und Bürgerrechte, für Wohnzwecke und einen Neubau des Zentralen Archivs für die sächsischen Stasi-Unterlagen zu verwirklichen. Der Matthäikirchhof war als Standort für das Zukunftszentrum für Deutsche Einheit und Europäische Transformation vorgesehen. Leipzig verlor jedoch den Standortwettbewerb; das Zukunftszentrum wird in Halle (Saale) entstehen. Des Weiteren wurde ein derzeit noch laufendes Bürgerbeteiligungsverfahren mit zahlreichen bürgerschaftlichen, politischen, gesellschaftlichen und wissenschaftlichen Akteuren initiiert, um weitere mögliche Nutzungen zu bewerten. Das Entwicklungsvorhaben am Matthäikirchhof wird durch den Bund über das Programm „Nationale Projekte des Städtebaus“ gefördert. Außerdem ist es mit 2,25 Millionen Euro Gesamtvolumen ein zentraler Punkt im Arbeitsprogramm 2023 der Stadt Leipzig. Städtebauliche Rahmensetzungen wurden schon 1991 vom Leipziger Stadtrat in der „Erhaltungssatzung Innenstadt“ fixiert. So sollten historische Baufluchten ebenso angestrebt werden wie die Erhaltung historischer Grundstücksgrößen. Eine „neue Individualität“ soll durch Kleinteiligkeit der Bebauung und strenge Kriterien an eine hochwertige Architektur gelingen.

## Sonstiges

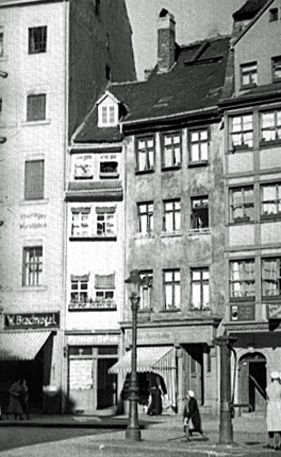
Kleinstes Haus (um 1930)

Auf der Ostseite des alten Kirchhofes stand mit der Hausnummer 35 neben dem Zöllnerhaus ab 1641 an der Stelle einer Schlippe beziehungsweise eines engen Gässchens das kleinste bzw. schmalste Haus Leipzigs. Die Breite betrug nur 2,5 Meter, und es zählte ab 1661 als eigenständiges Bürgerhaus. In den 1930er-Jahren waren in diesem Haus drei Parteien verzeichnet. Es wurde 1943 vollständig zerstört.